# Jožin z bažin
Jožin z bažin je píseň české skupiny Banjo Band. Je jednou z nejpopulárnějších skladeb autora Ivana Mládka a kromě úspěchů v Česku a na Slovensku se stala velmi populární i v jiných zemích, nejvíce však v Polsku v letech 2007–2008, díky internetovému portálu YouTube. Poprvé byla píseň vydána v roce 1977 na albu Nashledanou! Text Mládek složil podle námětu Zdeňka Navrátila.
Skladba je parodií na pohádky, kde hrdinný rytíř zbaví vzdálené království hrozného netvora a za odměnu dostane princeznu a půl království. V tomto případě píseň pojednává o lidožroutu Jožinovi, který sídlí v bažinách u města Vizovice a „žere hlavně Pražáky“. U slivovice předseda místního JZD prohlásí, že ten, kdo je zbaví netvora, dostane za ženu předsedovu dceru a půl JZD. Hrdina písně pak použije jako zbraň práškovací letadlo a netvora prodá do zoo.

## Okolnosti vzniku písně
Píseň vznikla z podnětu zlínského Zdeňka Kňučíka Navrátila. Ten chtěl původně zhudebnit a nahrát svou vulgární básničku o exhibicionistovi s obřím přirozením, který vylézá z bažiny a obnažuje se pracovnicím obuvnických závodů. Ivan Mládek věděl, že píseň s takovým textem by v tehdejších médiích neprošla, a tak navrhl příběh změnit na pohádku. Navrátil souhlasil s tím, že Jožin z bažin bude hlavní hrdina, a za složení a natočení písně Mládkovi slíbil demižon slivovice. Navrátil je mylně označován za autora textu.

## Pozdější popularita
Díky YouTube se v roce 2008 v Polsku šířilo jako internetový fenomén video k písni. Píseň se v Polsku dostala do rádií i televize a dočkala se několika variací, v rámci politické satiry věnovaných mj. i Donaldu Tuskovi. Z Polska se fenomén rozšířil do Ruska, kde v roce 2009 vznikla verze s textem odkazujícím k Vladimiru Putinovi; v Litvě pak k Andriusovi Kubiliusovi (2011). V roce 2017 nahrála svou verzi o „trollovi z bažin“ ruská rocková skupina Zhab.
Členové skupiny Metallica, baskytarista Robert Trujillo a kytarista Kirk Hammett, zahráli píseň 2. dubna 2018 v rámci koncertu v O2 Areně.
Nejpozději v 10. letech vznikla též parodická verze, kde je text písně napasován na melodii Neckářovy Půlnoční. 
Píseň bylo rovněž přeložena do interslovanštiny.